# Automotore FS R.212
Gli automotori FS R.212 sono dei mezzi di trazione a scartamento ridotto che hanno prestato servizio in Sicilia sulla linea Castelvetrano-Porto Empedocle.

## Storia
Le locomotive, costruite in numero di due dagli stabilimenti di produzione Ansaldo, vennero progettate con lo scopo di sostituite in alcuni servizi, di manovra e di linea, le locomotive a vapore del deposito di Castelvetrano.

Automotore R.212.402 in manovra a Castelvetrano

Il progetto prevedeva la costruzione di una piccola e versatile locomotiva, tuttavia non si rivelò una buona idea il fatto di non dotarla, fin dall'inizio, della condotta del freno continuo, dotandola del solo freno del mezzo di trazione.
Il problema era determinato dal fatto che la rete a scartamento  ridotto FS della Sicilia aveva adottato il sistema di frenatura dei rotabili a vuoto Hardy, anziché quello ad aria compressa, sistema Westinghouse. Mentre sulle locomotive a vapore era molto facile produrre il vuoto necessario in condotta a mezzo di speciali eiettori a vapore, in una locomotiva a motore diesel il sistema avrebbe richiesto delle apparecchiature parecchio complesse. Si preferì la soluzione di ripiego che di fatto vanificò il progetto e relegò le due piccole locomotive ai soli usi di manovra con qualche sparuto utilizzo come locomotiva da treno.
Le motorizzazioni adottate furono differenti per le due locomotive: la R.212.401  montava un motore OM da 118 kW (160 HP) di potenza a 1750 giri al minuto, sovralimentato (prima applicazione su un mezzo di manovra) mentre la R.212.402 montava un motore Deutz da 95 kW (130 HP) a 1800 giri al minuto. Per la trasmissione del moto le due unità sperimentarono la prima applicazione, nelle FS italiane, della trasmissione idrodinamica Voith tipo L22; le locomotive potevano raggiungere la velocità massima di 40 km/h in linea. In manovra invece era stabilito la limitazione della velocità a 20 km/h mediante un selettore un diverso rapporto di trasmissione.
Le due locomotive vennero assegnate al deposito di Castelvetrano ove svolsero la loro tranquilla esistenza fino all'accantonamento determinato dalla chiusura della linea ferroviaria, ultima sopravvissuta della vasta rete a scartamento ridotto FS della Sicilia.
Nel 2002 entrambe le locomotive risultavano in attesa di demolizione.
A partire dal 2009 l'Associazione Treno D.O.C. di Palermo ha avviato un'azione di tutela, ai sensi del D.Lgs.vo 42/2004 “Codice dei Beni Culturali e del Paesaggio”, di alcuni dei rotabili a scartamento ridotto presenti a Castelvetrano e tra questi l'automotore R.212.402, che è stato così salvato dalla demolizione dei rotabili non vincolati presenti in quell'area, in condizioni ormai irrimediabilmente compromesse, avvenuta nel 2012. Il rotabile è in attesa di restauro e revisione volta a un suo recupero funzionale.

## Galleria d'immagini

RALn 6025 e R.212.402 a Castelvetrano
R.212.401 + 214 a Castelvetrano
R.212.401 in manovra a Castelvetrano
R.212.401 al deposito di Castelvetrano